# Пуэта (река)
Пуэта (Большая Пуэта) — река в России, протекает в городе Кемь в Республике Карелия. Впадает в Кемскую губу Белого моря. Длина реки составляет 13 км.

## Данные водного реестра
По данным государственного водного реестра России относится к Баренцево-Беломорскому бассейновому округу, водохозяйственный участок реки — реки бассейна Онежской губы от южной границы бассейна реки Кемь до западной границы бассейна реки Унежма, без реки Нижний Выг. Речной бассейн реки — бассейны рек Кольского полуострова и Карелии, впадает в Белое море.
Код объекта в государственном водном реестре — 02020001412102000004838.